# Erich Schönfelder
Erich Schönfelder, nato Erich Eduard Josef Schönfelder (Francoforte sul Meno, 23 aprile 1885 – 14 maggio 1933), è stato un regista, attore e sceneggiatore tedesco.

## Filmografia

### Regista
- Pensione Tempesta (Kakadu und Kiebitz) (1920)
- Pettegola intrigante (Putschliesel) (1920)
- Rolf inkognito (1920)
- Fakir der Liebe (1920)
- Die rote Katze
- Il toro di Oliviera (Der Stier von Olivera) (1921)
- Ein Erpressertrick
- Papa kann's nicht lassen
- Im Kampf mit dem unsichtbaren Feind
- Die fünf Frankfurter (1922)
- Miss Rockefeller filmt (1922)
- Im Namen des Königs (1924)
- Der geheime Agent (1924)
- Nelle spire del drago (Gehetzte Menschen) (1924)
- Luxusweibchen
- Die Frau mit dem Etwas
- Der Liebeskäfig
- Prinzessin Trulala (supervisione di Richard Eichberg) (1926)
- Grandi manovre d'amore (Der Feldherrnhügel), co-regia di Hans-Otto Löwenstein (1926)
- Diventare padre non è difficile (Vater werden ist nicht schwer...) (1926)
- Der Soldat der Marie
- Wie heirate ich meinen Chef?
- Die rollende Kugel (1927)
- Una donna a Montecarlo (Das Schicksal einer Nacht) (1927)
- Im Luxuszug
- Das Fräulein von Kasse 12
- Der Biberpelz (1928)
- Der Ladenprinz
- Aus dem Tagebuch eines Junggesellen
- Kehre zurück! Alles vergeben!
- Miss Police (Trust der Diebe)
- Gehetzte Mädchen
- Fräulein Lausbub
- Der Nächste, bitte!
- Der Liebesarzt
- In Wien hab' ich einmal ein Mädel geliebt
- Das Geheimnis der roten Katze (1931)
- Ein ausgekochter Junge
- Schön ist die Manöverzeit
- Zu Befehl, Herr Unteroffizier
- Aus einer kleinen Residenz
- Kampf, co-regia di Haro van Peski (1932)

### Attore
- Die silberne Kugel, regia di Richard Oswald (1916)
- Die Klabriaspartie, regia di Danny Kaden (1916)
- Doktor Satansohn, regia di Edmund Edel (1916)
- Pinkus l'emporio della scarpa (Schuhpalast Pinkus), regia di Ernst Lubitsch (1916)
- Tenente per ordini superiori (Leutnant auf Befehl), regia di Danny Kaden (1916)
- Hoheit Radieschen, regia di Danny Kaden (1917)
- L'allegra prigione (Das fidele Gefängnis), regia di Ernst Lubitsch (1917)
- Der Golem und die Tänzerin, regia di Paul Wegener (1917)
- Il principe Sami (Prinz Sami), regia di Ernst Lubitsch (1917)
- Gesucht ein Mann, der ein Mann ist, regia di Danny Kaden (1918)
- Die Nichte des Herzogs, regia di Danny Kaden, Max Mack (1918)
- Il cavaliere del toboga (Der Rodelkavalier), regia di Ernst Lubitsch (1918)
- Die Dame im Schaufenster, regia di Danny Kaden (1918)
- Meyer il berlinese (Meyer aus Berlin), regia di Ernst Lubitsch (1919)
- Die beiden Gatten der Frau Ruth, regia di Rudolf Biebrach (1920)
- Rolf inkognito, regia di Erich Schönfelder (1920)
- Ein Erpressertrick, regia di Erich Schönfelder (1921)
- Papa kann's nicht lassen, regia di Erich Schönfelder (1921)
- Gehetzte Menschen, regia di Erich Schönfelder (1924)
- Kampf um die Scholle, regia di Erich Waschneck (1925)
- Der Kampf der Tertia, regia di Max Mack (1929)
- Der Greifer, regia di Richard Eichberg (1930)

### Sceneggiatore
- Die Klabriaspartie, regia di Danny Kaden (1916)
- Pinkus l'emporio della scarpa (Schuhpalast Pinkus), regia di Ernst Lubitsch (1916)
- Il diario di Ossi (Ossi's Tagebuch), regia di Ernst Lubitsch (1917)
- Re delle camicette (Der Blusenkönig), regia di Ernst Lubitsch (1917)
- Quando quattro persone fanno la stessa cosa (Wenn vier dasselbe tun), regia di Ernst Lubitsch (1917)
- Il cavaliere del toboga (Der Rodelkavalier), regia di Ernst Lubitsch - soggetto e sceneggiatura (1918)
- Die Dame im Schaufenster, regia di Danny Kaden (1918)
- Meyer il berlinese (Meyer aus Berlin), regia di Ernst Lubitsch - sceneggiatura (1919)
- Meine Frau, die Filmschauspielerin, regia di Ernst Lubitsch  (1919)
- Käsekönig Holländer, regia di Ernst Lubitsch (1919)
- Das Caviar-Mäuschen, regia di Gerhard Dammann (1919)
- Kakadu und Kiebitz, regia di Erich Schönfelder (1920)
- Putschliesel, regia di Erich Schönfelder (1920)
- Der Stier von Olivera
- Ein Erpressertrick
- Amor am Steuer
- Papa kann's nicht lassen